# Argélia nos Jogos Olímpicos de Verão de 2024
Argélia participou dos Jogos Olímpicos de Verão de 2024, realizados em Paris, na França. Foi a 15.ª aparição do país nos Jogos Olímpicos de Verão desde a estreia em Tóquio 1964, sendo representado por 45 atletas que competiram em 15 esportes.
Foram três medalhas conquistadas pela delegação, sendo duas de ouro, com Kaylia Nemour nas barras assimétricas da ginástica artística, e Imane Khelif na categoria até 66 kg feminino do boxe, e uma de bronze, com Djamel Sedjati nos 800 metros masculino do atletismo.
Nemour se tornou a primeira ginasta do continente africano a ganhar uma medalha de ouro olímpica na ginástica, bem como uma medalha olímpica de qualquer cor no esporte. Foi ainda a primeira medalha de ouro da Argélia desde 2012.

## Medalhas
| Atleta         | Esporte             | Evento              | Medalha |
| -------------- | ------------------- | ------------------- | ------- |
| Kaylia Nemour  | Ginástica artística | Barras assimétricas | Ouro    |
| Imane Khelif   | Boxe                | Até 66 kg feminino  | Ouro    |
| Djamel Sedjati | Atletismo           | 800 m masculino     | Bronze  |

## Competidores
Esta foi a participação por modalidade nesta edição:
| Esporte        | Masculino | Feminino | Total |
| -------------- | --------- | -------- | ----- |
| Atletismo      | 7         | 1        | 8     |
| Badminton      | 1         | 1        | 2     |
| Boxe           | 2         | 3        | 5     |
| Canoagem       | 0         | 1        | 1     |
| Ciclismo       | 1         | 1        | 2     |
| Esgrima        | 1         | 3        | 4     |
| Ginástica      | 0         | 1        | 1     |
| Halterofilismo | 1         | 0        | 1     |
| Judô           | 2         | 1        | 3     |
| Lutas          | 6         | 2        | 8     |
| Natação        | 1         | 1        | 2     |
| Remo           | 1         | 1        | 2     |
| Tênis de mesa  | 1         | 1        | 2     |
| Tiro           | 2         | 1        | 3     |
| Vela           | 1         | 0        | 1     |
| Total          | 27        | 18       | 45    |

## Desempenho

### Atletismo
- Q = Qualificado para a próxima fase
- q = Qualificado para a próxima fase como o perdedor mais rápido ou, em eventos de campo, pela posição sem atingir o alvo para qualificação
- qR = Qualificado para a próxima fase por decisão dos árbitros
- N/A = Fase não aplicável para o evento
- Bye = Atleta não precisou disputar aquela fase

Masculino
Eventos de pista
| Atleta              | Evento                | Baterias | Baterias | Repescagem | Repescagem | Semifinal   | Semifinal   | Final       | Final             | Ref.                |
| Atleta              | Evento                | Tempo    | Pos.     | Tempo      | Pos.       | Tempo       | Pos.        | Tempo       | Pos.              | Ref.                |
| ------------------- | --------------------- | -------- | -------- | ---------- | ---------- | ----------- | ----------- | ----------- | ----------------- | ------------------- |
| Djamel Sedjati      | 800 m                 | 1:45.84  | 1 Q      | Bye        | Bye        | 1:45.08     | 1 Q         | 1:41:50     | Medalha de bronze | [ 7 ]               |
| Slimane Moula       | 800 m                 | 1:46.71  | 8        | 1:45.67    | 2          | Não avançou | Não avançou | Não avançou | Não avançou       | [ 8 ]               |
| Mohamed Ali Gouaned | 800 m                 | 1.47:34  | 7        | 1:44.37 =  | 3 q        | 1:46.52     | 8           | Não avançou | Não avançou       | [ 9 ] [ 10 ] [ 11 ] |
| Amine Bouanani      | 110 m com barreiras   | 13.58    | 5        | 13.54      | 3          | Não avançou | Não avançou | Não avançou | Não avançou       | [ 12 ]              |
| Bilal Tabti         | 3000 m com obstáculos | 9:04.81  | 12       | N/A        | N/A        | N/A         | N/A         | Não avançou | Não avançou       | [ 13 ]              |

Eventos de campo
| Atleta             | Evento              | Qualificação | Qualificação | Final       | Final       | Ref.   |
| Atleta             | Evento              | Marca        | Pos.         | Marca       | Pos.        | Ref.   |
| ------------------ | ------------------- | ------------ | ------------ | ----------- | ----------- | ------ |
| Yasser Triki       | Salto triplo        | 16.85        | 4 q          | 17.22       | 9           | [ 14 ] |
| Oussama Khennoussi | Lançamento de disco | NM           | NM           | Não avançou | Não avançou | [ 15 ] |

Feminino
Eventos de campo
| Atleta      | Evento                | Qualificação | Qualificação | Final       | Final       | Ref.   |
| Atleta      | Evento                | Marca        | Pos.         | Marca       | Pos.        | Ref.   |
| ----------- | --------------------- | ------------ | ------------ | ----------- | ----------- | ------ |
| Zahra Tatar | Lançamento de martelo | 66.99        | 25           | Não avançou | Não avançou | [ 16 ] |

### Badminton
Misto
| Atleta                         | Evento | Fase de grupos               | Fase de grupos                               | Fase de grupos                | Fase de grupos | Oitavas              | Quartas              | Semifinal            | Final / DB           | Final / DB  | Ref.          |
| Atleta                         | Evento | Adversário Resultado         | Adversário Resultado                         | Adversário Resultado          | Pos.           | Adversário Resultado | Adversário Resultado | Adversário Resultado | Adversário Resultado | Pos.        | Ref.          |
| ------------------------------ | ------ | ---------------------------- | -------------------------------------------- | ----------------------------- | -------------- | -------------------- | -------------------- | -------------------- | -------------------- | ----------- | ------------- |
| Koceila Mammeri Tanina Mammeri | Duplas | KOR Seo S-j / Chae Y-j D 0–2 | THA D Puavaranukroh / S Taerattanachai D 0–2 | NED R Tabeling / S Piek D 0–2 | 4              | —                    | Não avançou          | Não avançou          | Não avançou          | Não avançou | [ 17 ] [ 18 ] |

### Boxe
Masculino
| Atleta             | Evento        | Primeira fase        | Oitavas de final            | Quartas de final     | Semifinal            | Final                | Final       | Ref.   |
| Atleta             | Evento        | Adversário Resultado | Adversário Resultado        | Adversário Resultado | Adversário Resultado | Adversário Resultado | Pos.        | Ref.   |
| ------------------ | ------------- | -------------------- | --------------------------- | -------------------- | -------------------- | -------------------- | ----------- | ------ |
| Jugurtha Ait Bekka | Até 63,5 kg   | Bye                  | CUB E Álvarez D 0–5         | Não avançou          | Não avançou          | Não avançou          | Não avançou | [ 19 ] |
| Mourad Kadi        | Mais de 92 kg | —                    | FRA D Aboudou Moindze D 1–4 | Não avançou          | Não avançou          | Não avançou          | Não avançou | [ 20 ] |

Feminino
| Atleta           | Evento    | Primeira fase        | Oitavas de final     | Quartas de final     | Semifinal                | Final                | Final           | Ref.   |
| Atleta           | Evento    | Adversário Resultado | Adversário Resultado | Adversário Resultado | Adversário Resultado     | Adversário Resultado | Pos.            | Ref.   |
| ---------------- | --------- | -------------------- | -------------------- | -------------------- | ------------------------ | -------------------- | --------------- | ------ |
| Roumaysa Boualam | Até 50 kg | Bye                  | PHI A Villegas D 0–5 | Não avançou          | Não avançou              | Não avançou          | Não avançou     | [ 21 ] |
| Hadjila Khelif   | Até 60 kg | Bye                  | SRB N Šadrina D 0–5  | Não avançou          | Não avançou              | Não avançou          | Não avançou     | [ 22 ] |
| Imane Khelif     | Até 66 kg | Bye                  | ITA A Carini V ABD   | HUN L Hámori V 5–0   | THA J Suwannapheng V 5–0 | CHN Yang L V 5–0     | Medalha de ouro | [ 23 ] |

### Canoagem

#### Slalom
Feminino
| Atleta         | Evento | Preliminar | Preliminar | Preliminar | Preliminar | Preliminar | Preliminar | Semifinal | Semifinal | Final       | Final       | Ref.   |
| Atleta         | Evento | Descida 1  | Pos.       | Descida 2  | Pos.       | Melhor     | Pos.       | Tempo     | Pos.      | Tempo       | Pos.        | Ref.   |
| -------------- | ------ | ---------- | ---------- | ---------- | ---------- | ---------- | ---------- | --------- | --------- | ----------- | ----------- | ------ |
| Carole Bouzidi | K-1    | 99.41      | 14         | 99.50      | 17         | 99.41      | 19 Q       | 106.75    | 14        | Não avançou | Não avançou | [ 24 ] |

Caiaque cross
| Atleta         | Evento   | Tomada de tempo | Tomada de tempo | Primeira rodada | Repescagem | Baterias | Quartas | Semifinal | Final   | Pos. | Ref.   |
| Atleta         | Evento   | Tempo           | Pos.            | Posição         | Posição    | Posição  | Posição | Posição   | Posição | Pos. | Ref.   |
| -------------- | -------- | --------------- | --------------- | --------------- | ---------- | -------- | ------- | --------- | ------- | ---- | ------ |
| Carole Bouzidi | Feminino | 76.68           | 24              | 2 Q             | Bye        | 2 Q      | 2 Q     | 3 FB      | 3       | 7    | [ 24 ] |

### Ciclismo

#### Estrada
Masculino
| Atleta       | Evento             | Tempo | Pos. | Ref.   |
| ------------ | ------------------ | ----- | ---- | ------ |
| Yacine Hamza | Corrida em estrada | DNF   | DNF  | [ 25 ] |

Feminino
| Atleta         | Evento             | Tempo | Pos. | Ref.   |
| -------------- | ------------------ | ----- | ---- | ------ |
| Nesrine Houili | Corrida em estrada | DNF   | DNF  | [ 26 ] |

### Esgrima
Masculino
| Atleta       | Evento  | Fase de 64              | Fase de 32           | Oitavas de final     | Quartas de final     | Semifinal            | Final                | Final       | Ref.   |
| Atleta       | Evento  | Adversário Resultado    | Adversário Resultado | Adversário Resultado | Adversário Resultado | Adversário Resultado | Adversário Resultado | Pos.        | Ref.   |
| ------------ | ------- | ----------------------- | -------------------- | -------------------- | -------------------- | -------------------- | -------------------- | ----------- | ------ |
| Salim Heroui | Florete | POL J Jurkiewicz D 8–15 | Não avançou          | Não avançou          | Não avançou          | Não avançou          | Não avançou          | Não avançou | [ 27 ] |

Feminino
| Atleta                                                          | Evento            | Fase de 64             | Fase de 32           | Oitavas de final     | Quartas de final     | Semifinal                  | Final                | Final       | Ref.   |
| Atleta                                                          | Evento            | Adversário Resultado   | Adversário Resultado | Adversário Resultado | Adversário Resultado | Adversário Resultado       | Adversário Resultado | Pos.        | Ref.   |
| --------------------------------------------------------------- | ----------------- | ---------------------- | -------------------- | -------------------- | -------------------- | -------------------------- | -------------------- | ----------- | ------ |
| Saoussen Boudiaf                                                | Sabre             | UKR O Kravatska D 8–15 | Não avançou          | Não avançou          | Não avançou          | Não avançou                | Não avançou          | Não avançou | [ 28 ] |
| Zohra Nora Kehli                                                | Sabre             | TUN Y Daghfous D 12–15 | Não avançou          | Não avançou          | Não avançou          | Não avançou                | Não avançou          | Não avançou | [ 29 ] |
| Chaima Benadouda                                                | Sabre             | KAZ A Sarybay D 9–15   | Não avançou          | Não avançou          | Não avançou          | Não avançou                | Não avançou          | Não avançou | [ 30 ] |
| Saoussen Boudiaf Zohra Nora Kehli Chaima Benadouda Abik Boungab | Sabre por equipes | Bye                    | Bye                  | Bye                  | FRA França D 32–45   | USA Estados Unidos D 28–45 | ITA Itália D 27–45   | 8           | [ 31 ] |

### Ginástica

#### Artística
Feminino
| Atleta        | Evento              | Qualificação | Qualificação | Qualificação | Qualificação | Qualificação | Qualificação | Final    | Final    | Final    | Final    | Final  | Final           | Ref.   |
| Atleta        | Evento              | Aparelho     | Aparelho     | Aparelho     | Aparelho     | Total        | Pos.         | Aparelho | Aparelho | Aparelho | Aparelho | Total  | Pos.            | Ref.   |
| Atleta        | Evento              | V            | UB           | BB           | F            | Total        | Pos.         | V        | UB       | BB       | F        | Total  | Pos.            | Ref.   |
| ------------- | ------------------- | ------------ | ------------ | ------------ | ------------ | ------------ | ------------ | -------- | -------- | -------- | -------- | ------ | --------------- | ------ |
| Kaylia Nemour | Individual geral    | 14.000       | 15.600       | 13.200       | 13.166       | 55.966       | 5 Q          | 14.033   | 15.533   | 13.233   | 13.100   | 55.899 | 5               | [ 32 ] |
| Kaylia Nemour | Barras assimétricas | —            | 15.600       | —            | —            | 15.600       | 1 Q          | —        | 15.700   | —        | —        | 15.700 | Medalha de ouro | [ 32 ] |

### Halterofilismo
Masculino
| Atleta       | Evento         | Arranco | Arranco | Arremesso | Arremesso | Total | Pos. | Ref.   |
| Atleta       | Evento         | Result. | Pos.    | Result.   | Pos.      | Total | Pos. | Ref.   |
| ------------ | -------------- | ------- | ------- | --------- | --------- | ----- | ---- | ------ |
| Walid Bidani | Mais de 102 kg | 190     | —       | —         | —         | —     | DNF  | [ 33 ] |

### Judô
Masculino
| Atleta        | Evento         | Primeira fase               | Oitavas              | Quartas              | Semifinais           | Repescagem           | Final / DB           | Final / DB | Ref.   |
| Atleta        | Evento         | Adversário Resultado        | Adversário Resultado | Adversário Resultado | Adversário Resultado | Adversário Resultado | Adversário Resultado | Pos.       | Ref.   |
| ------------- | -------------- | --------------------------- | -------------------- | -------------------- | -------------------- | -------------------- | -------------------- | ---------- | ------ |
| Messaoud Dris | Até 73 kg      | ISR T Butbul D W.O.         | Não avançou          | Não avançou          | Não avançou          | Não avançou          | Não avançou          | DSQ        | [ 34 ] |
| Mohamed Lili  | Mais de 100 kg | UAE M Magomedomarov D 00–10 | Não avançou          | Não avançou          | Não avançou          | Não avançou          | Não avançou          | =17        | [ 35 ] |

Feminino
| Atleta        | Evento    | Primeira fase         | Oitavas              | Quartas              | Semifinais           | Repescagem           | Final / DB           | Final / DB | Ref.   |
| Atleta        | Evento    | Adversário Resultado  | Adversário Resultado | Adversário Resultado | Adversário Resultado | Adversário Resultado | Adversário Resultado | Pos.       | Ref.   |
| ------------- | --------- | --------------------- | -------------------- | -------------------- | -------------------- | -------------------- | -------------------- | ---------- | ------ |
| Amina Belkadi | Até 63 kg | VEN A Barrios V 01–00 | SLO A Leški D 01–10  | Não avançou          | Não avançou          | Não avançou          | Não avançou          | =9         | [ 36 ] |

### Lutas

#### Greco-romana
Masculino
| Atleta            | Evento    | Oitavas                 | Quartas              | Semifinais           | Repescagem             | Final / DB           | Final / DB  | Ref.   |
| Atleta            | Evento    | Adversário Resultado    | Adversário Resultado | Adversário Resultado | Adversário Resultado   | Adversário Resultado | Pos.        | Ref.   |
| ----------------- | --------- | ----------------------- | -------------------- | -------------------- | ---------------------- | -------------------- | ----------- | ------ |
| Abdelkarim Fergat | Até 60 kg | IRI M Mohsennejad D 0–9 | Não avançou          | Não avançou          | Não avançou            | Não avançou          | Não avançou | [ 37 ] |
| Ishak Ghaiou      | Até 67 kg | IRI S Esmaeili D 0–10   | Não avançou          | Não avançou          | CUB L Orta D 0–9       | Não avançou          | Não avançou | [ 38 ] |
| Abdelkrim Ouakali | Até 77 kg | JPN N Kusaka D 0–9      | Não avançou          | Não avançou          | UZB A Vardanyan D 0–11 | Não avançou          | Não avançou | [ 39 ] |
| Bachir Sid Azara  | Até 87 kg | GEO L Gobadze D 1–2     | Não avançou          | Não avançou          | Não avançou            | Não avançou          | Não avançou | [ 40 ] |
| Fadi Rouabah      | Até 97 kg | FIN A Savolainen D 0–4  | Não avançou          | Não avançou          | Não avançou            | Não avançou          | Não avançou | [ 41 ] |

#### Livre
Masculino
| Atleta              | Evento    | Oitavas               | Quartas              | Semifinais           | Repescagem           | Final / DB           | Final / DB  | Ref.   |
| Atleta              | Evento    | Adversário Resultado  | Adversário Resultado | Adversário Resultado | Adversário Resultado | Adversário Resultado | Pos.        | Ref.   |
| ------------------- | --------- | --------------------- | -------------------- | -------------------- | -------------------- | -------------------- | ----------- | ------ |
| Fateh Benferdjallah | Até 86 kg | JPN H Ishiguro D 0–11 | Não avançou          | Não avançou          | Não avançou          | Não avançou          | Não avançou | [ 42 ] |

Feminino
| Atleta          | Evento    | Oitavas                  | Quartas              | Semifinais           | Repescagem           | Final / DB           | Final / DB  | Ref.   |
| Atleta          | Evento    | Adversário Resultado     | Adversário Resultado | Adversário Resultado | Adversário Resultado | Adversário Resultado | Pos.        | Ref.   |
| --------------- | --------- | ------------------------ | -------------------- | -------------------- | -------------------- | -------------------- | ----------- | ------ |
| Ibtissem Doudou | Até 50 kg | USA S Hildebrandt D 0–10 | Não avançou          | Não avançou          | CHN Feng Z D 0–10    | Não avançou          | Não avançou | [ 43 ] |
| Chaimaa Aouissi | Até 57 kg | NGR O Adekuoroye D RET   | Não avançou          | Não avançou          | Não avançou          | Não avançou          | Não avançou | [ 44 ] |

### Natação
Masculino
| Atleta       | Evento       | Eliminatórias | Eliminatórias | Semifinal | Semifinal | Final       | Final       | Ref.   |
| Atleta       | Evento       | Tempo         | Pos.          | Tempo     | Pos.      | Tempo       | Pos.        | Ref.   |
| ------------ | ------------ | ------------- | ------------- | --------- | --------- | ----------- | ----------- | ------ |
| Jaouad Syoud | 200 m medley | 1:59.41       | 15 Q          | 2:00.13   | 15        | Não avançou | Não avançou | [ 45 ] |

Feminino
| Atleta           | Evento      | Eliminatórias | Eliminatórias | Semifinal   | Semifinal   | Final       | Final       | Ref.   |
| Atleta           | Evento      | Tempo         | Pos.          | Tempo       | Pos.        | Tempo       | Pos.        | Ref.   |
| ---------------- | ----------- | ------------- | ------------- | ----------- | ----------- | ----------- | ----------- | ------ |
| Nesrine Medjahed | 100 m livre | 57.34         | 24            | Não avançou | Não avançou | Não avançou | Não avançou | [ 46 ] |

### Remo
Masculino
| Atleta          | Evento        | Baterias | Baterias | Repescagem | Repescagem | Quartas | Quartas | Semifinais | Semifinais | Final   | Final | Ref.   |
| Atleta          | Evento        | Tempo    | Pos.     | Tempo      | Pos.       | Tempo   | Pos.    | Tempo      | Pos.       | Tempo   | Pos.  | Ref.   |
| --------------- | ------------- | -------- | -------- | ---------- | ---------- | ------- | ------- | ---------- | ---------- | ------- | ----- | ------ |
| Sid Ali Boudina | Skiff simples | 7:02.94  | 4 R      | 7:10.23    | 1 QF       | 7:06.31 | 5 S/CD  | 6:57.06    | 3 FC       | 6:51.99 | 18    | [ 47 ] |

Feminino
| Atleta          | Evento        | Baterias | Baterias | Repescagem | Repescagem | Quartas | Quartas | Semifinais | Semifinais | Final   | Final | Ref.   |
| Atleta          | Evento        | Tempo    | Pos.     | Tempo      | Pos.       | Tempo   | Pos.    | Tempo      | Pos.       | Tempo   | Pos.  | Ref.   |
| --------------- | ------------- | -------- | -------- | ---------- | ---------- | ------- | ------- | ---------- | ---------- | ------- | ----- | ------ |
| Nihed Benchadli | Skiff simples | 8:06.62  | 5 R      | 8:10.34    | 3 S/EF     | —       | —       | 8:34.67    | 1 FE       | 7:54.25 | 25    | [ 48 ] |

Legenda: FA = Final A (disputa de medalha); FB = Final B (sem disputa de medalha); FC = Final C (sem disputa de medalha); FD = Final D (sem disputa de medalha); FE = Final E (sem disputa de medalha); FF = Final F (sem disputa de medalha); SA/B = Semifinais A/B; SC/D = Semifinais C/D; SE/F = Semifinais E/F; QF = Quartas; R = Repescagem

### Tênis de mesa
Masculino
| Atleta          | Evento  | Preliminar           | Primeira rodada      | Segunda rodada       | Oitavas de final     | Quartas de final     | Semifinal            | Final                | Final       | Ref.   |
| Atleta          | Evento  | Adversário Resultado | Adversário Resultado | Adversário Resultado | Adversário Resultado | Adversário Resultado | Adversário Resultado | Adversário Resultado | Pos.        | Ref.   |
| --------------- | ------- | -------------------- | -------------------- | -------------------- | -------------------- | -------------------- | -------------------- | -------------------- | ----------- | ------ |
| Mehdi Bouloussa | Simples | Bye                  | CRO T Pucar D 0–4    | Não avançou          | Não avançou          | Não avançou          | Não avançou          | Não avançou          | Não avançou | [ 49 ] |

Feminino
| Atleta          | Evento  | Preliminar           | Primeira rodada      | Segunda rodada       | Oitavas de final     | Quartas de final     | Semifinal            | Final                | Final       | Ref.   |
| Atleta          | Evento  | Adversário Resultado | Adversário Resultado | Adversário Resultado | Adversário Resultado | Adversário Resultado | Adversário Resultado | Adversário Resultado | Pos.        | Ref.   |
| --------------- | ------- | -------------------- | -------------------- | -------------------- | -------------------- | -------------------- | -------------------- | -------------------- | ----------- | ------ |
| Lynda Loghraibi | Simples | Bye                  | CHN Chen M D 0–4     | Não avançou          | Não avançou          | Não avançou          | Não avançou          | Não avançou          | Não avançou | [ 50 ] |

### Tiro
Masculino
| Atleta          | Evento              | Qualificação | Qualificação | Final       | Final       | Ref.   |
| Atleta          | Evento              | Marca        | Pos.         | Marca       | Pos.        | Ref.   |
| --------------- | ------------------- | ------------ | ------------ | ----------- | ----------- | ------ |
| Kocelia Adoul   | Carabina de ar 10 m | 613.4        | 49           | Não avançou | Não avançou | [ 51 ] |
| Samir Bouchireb | Pistola de ar 10 m  | 563          | 29           | Não avançou | Não avançou | [ 52 ] |

Feminino
| Atleta       | Evento              | Qualificação | Qualificação | Final       | Final       | Ref.   |
| Atleta       | Evento              | Marca        | Pos.         | Marca       | Pos.        | Ref.   |
| ------------ | ------------------- | ------------ | ------------ | ----------- | ----------- | ------ |
| Houda Chaabi | Carabina de ar 10 m | DNS          | DNS          | Não avançou | Não avançou | [ 53 ] |

### Vela
Eventos de eliminação
| Atleta         | Evento           | Série de abertura | Série de abertura | Série de abertura | Série de abertura | Série de abertura | Série de abertura | Série de abertura | Série de abertura | Série de abertura | Série de abertura | Série de abertura | Série de abertura | Série de abertura | Série de abertura | Série de abertura | Série de abertura | Série de abertura | Série de abertura | Série de abertura | Série de abertura | Série de abertura | Série de abertura | Quartas     | Semifinal   | Final       | Pos.        | Ref.   |
| Atleta         | Evento           | 1                 | 2                 | 3                 | 4                 | 5                 | 6                 | 7                 | 8                 | 9                 | 10                | 11                | 12                | 13                | 14                | 15                | 16                | 17                | 18                | 19                | 20                | Pontos            | Pos.              | Quartas     | Semifinal   | Final       | Pos.        | Ref.   |
| -------------- | ---------------- | ----------------- | ----------------- | ----------------- | ----------------- | ----------------- | ----------------- | ----------------- | ----------------- | ----------------- | ----------------- | ----------------- | ----------------- | ----------------- | ----------------- | ----------------- | ----------------- | ----------------- | ----------------- | ----------------- | ----------------- | ----------------- | ----------------- | ----------- | ----------- | ----------- | ----------- | ------ |
| Rami Boudrouma | IQFoil masculino | 22                | 21                | 19                | 20                | 24                | 22                | 17                | 22                | 20                | 24                | 23                | 25                | 24                | Cancelado         | Cancelado         | Cancelado         | Cancelado         | Cancelado         | Cancelado         | Cancelado         | 234               | 24                | Não avançou | Não avançou | Não avançou | Não avançou | [ 54 ] |